# Atherigona fuscifemur
Atherigona fuscifemur är en tvåvingeart som beskrevs av Deeming 1981. Atherigona fuscifemur ingår i släktet Atherigona och familjen husflugor.
Artens utbredningsområde är Uganda. Inga underarter finns listade i Catalogue of Life.